# Leceia
Leceia é um lugar pertencente à freguesia de Barcarena, em Oeiras, tendo as suas raízes na ocupação pré-histórica do local. A localidade situa-se no topo de uma vertente escarpada, a oeste do vale da ribeira de Barcarena, cujos recursos naturais potenciaram a construção de quintas de recreio e lazer. Na atualidade, forma um contínuo urbano com a vila de Barcarena. A parte mais antiga de Leceia (Leceia de Baixo) situa-se junto ao Castro Eneolítico de Leceia, conhecido desde 1878 naquela que é a área de exploração pré-histórica mais vasta de Portugal. O povoado expandiu-se depois para a zona denominada Leceia de Cima, onde se encontra a Igreja de Nossa Senhora da Piedade.